# Juan Alonso y de los Ruices de Fontecha
Juan Alonso y de los Ruices de Fontecha, más conocido como Juan Alonso de Fontecha (Daimiel, Ciudad Real, 1560-Alcalá de Henares, 1620) fue un médico, obstetra, farmacólogo y escritor español.

## Biografía
Estudió medicina en la Universidad de Alcalá, licenciándose en 1587, de la que luego fue catedrático de vísperas y de prima. Luego se trasladó a la Universidad de Bolonia, donde trató al célebre Taliacoci. Regresó a España y murió en Alcalá de Henares en 1620.
Escribió un importante tratado de obstetricia lleno de observaciones sacadas de su propia experiencia clínica: Diez Privilegios de las mujeres preñadas... (1606), que se complementa con un Diccionario médico de los términos técnicos usados, los remedios y las plantas medicinales que menciona. También escribió un tratado sobre las anginas, Disputationes medicae super ea quae Hipócrates, Galenus, Auicena, necnon et alii Graeci, Arabes, et Latini, de anginarum naturas, speciebus, causis et curationibus... 1611. Su primera obra conocida fue Medicorum incipientium medicina... (1598), un tratado dividido en tres partes; la primera es sobre deontología o ética profesional; la segunda, sobre cómo administrar la dieta cuando hay ayuno por cuaresma en diversas enfermedades y la tercera sobre delicadas cuestiones médico-legales referidas, por ejemplo, a cuándo es preciso provocar el aborto o sangrar y purgar a las embarazadas.

## Obras

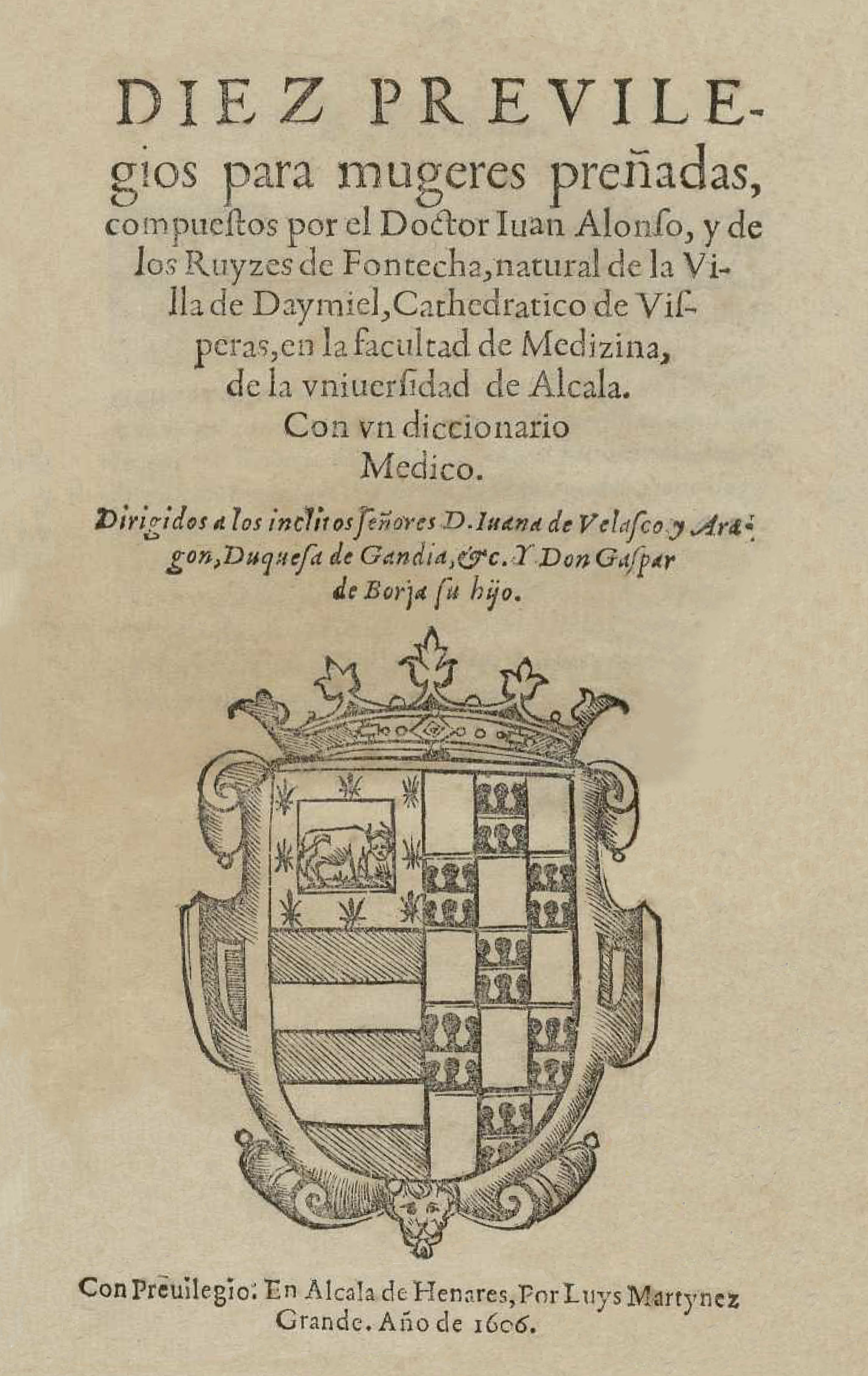
Portada del libro "Diez privilegios para mujeres preñadas" (Alcalá de Henares, 1606)

- Medicorum incipientium medicina, seu medicinae christianae speculum; tribus luminaribus distintum a medicis inchoantibus prae oculis semper habendum, confessariis admodum utilis. Editum per Doctorem Joannem Alphonsum et a Ruycibus de Fontecha, in Complutense Academia Cathedrae Vespertinae, publicum professorem. [Compluti]: ex officina Ioannis Gratiani apud viduam; 1598.

- Diez preuilegios para mugeres preñadas, compuestos por el Doctor Iuan Alonso, y de los Ruyzes de Fontecha. Con vn diccionario Medico. [La segunda parte tiene el título Diccionario de los nombres de piedras, plantas, frutos, yeruas, flores, enfermedades, causas y accidentes, que van en este libro. Hecho por el mismo autor Alcalá de Henares: Luys Martynez Grande; 1606.

- Diccionario de los nombres de piedras, plantas, frutos, yerbas, flores, enfermedades, causas y accidentes que van en este libro, de los diez privilegios de mujeres preñadas, y se hallan comúnmente en los autores que van citados en él, Hipócrates, Galeno, Avicena, Paulo Egineta, Rasis, Moschion, Cleopatra, Aristóteles y otros muchos, guardando solo el orden de romancearlos, conforme están en ellos, ora estén corrompidos en la lengua griega, arabiga o latina, ora no, para que los estudiantes, que comienzan la ciencia de la medicina, tengan noticia de ellos. Fue impreso con los Diez privilegios en 1606 (hay edición moderna por Zabía Lasala MP. Diccionario de Juan Alonso y de los Ruyzes de Fontecha. Madrid: 1999.)

- Disputationes medicae super ea quae Hipócrates, Galenus, Auicena, necnon et alii Graeci, Arabes, et Latini, de anginarum naturas, speciebus, causis et curationibus scripsere diversis in locis; et circa affectionem hisce temporibus vocatam garrotillo. Compluti: ex typographia Ludouici Martinez Grande; 1611.